# Marsala superiore

## Vitigni con cui è consentito produrlo
Per il Marsala superiore oro o ambrato:
- Grillo e/o Catarratto di tutti i tipi e/o Ansonica (detto localmente "Inzollia") e/o Damaschino[1]

Per il Marsala superiore rubino:
- Perricone (detto localmente "Pignatello") e/o Calabrese (detto localmente "Nero d'Avola") e/o Nerello mascalese per almeno il 70%;
- Grillo e/o Catarratto di tutti i tipi e/o Ansonica (detto localmente "Inzollia") e/o Damaschino fino al 30%.

## Tecniche produttive
Dopo la fermentazione, il vino Marsala superiore, è sottoposta alla "conciatura" che avviene con modalità diverse:
per il Marsala superiore oro o il Marsala superiore rubino si aggiungono:
- mosto d'uva tardiva che influisce sul grado zuccherino e sui profumi;
- etanolo per bloccarne la fermentazione.

per il solo Marsala superiore ambra si aggiunge anche mosto concentrato (almeno l'1%) che conferisce maggiore morbidezza.
Il Marsala superiore di qualsiasi tipo deve poi essere invecchiato per almeno due anni.

## Caratteristiche tecniche
- gradazione alcolica non inferiore al 18% per distillazione;
- estratto secco netto (metodo indiretto) minimo 18 gr/l;
- acidità fissa (espressa in acido tartarico) minimo 3,50 gr/l;
- acidità volatile (espressa in acido acetico) non superiore a 1,00 gr/l;

## Caratteristiche organolettiche
- profumo: caratteristico;
- colore:
  - dorato più o meno intenso per la qualità oro;
  - giallo ambrato più o meno intenso per la qualità ambra
  - colore rosso rubino che, con l'invecchiamento, acquista riflessi ambrati per la qualità rubino
- sapore caratteristico:
  - Secco, con zuccheri inferiori a 40 grammi/litro;
  - Semisecco, con zuccheri superiori a 40 grammi/litro, ma inferiori a 100 grammi/litro;
  - Dolce, con zuccheri superiori a 100 grammi/litro.

## Storia
Vedi: Marsala (vino)#Storia

## Abbinamenti consigliati
Superiore Riserva "Secco" da scoprire fresco come aperitivo con mandorle salate, primo sale, parmigiano reggiano, grana padano, e con vari formaggi stagionati. Ottimo anche con tagliancozzi (biscotto tipico Marsalese con mandorle), e con biscotti regina.
IL Superiore Riserva "Dolce" invece è ottimo per un sfizioso break con cioccolato fondente e fragole fresche (meglio le fragole ricoperte di cioccolato fondente), e con cannoli siciliani (formato mignon).

## Produzione
Provincia, stagione, volume in ettolitri
- nessun dato disponibile

## Marsala superiore riserva
Il Marsala superiore riserva è un vino che presenta le stesse caratteristiche del Marsala superiore salvo il periodo minimo di invecchiamento che deve essere di 4 anni ed il limite relativo all'acidità volatile che è innalzato 1,30 gr/l.